# Río Machángara
El Río Machángara es un río de Ecuador. Corre a lo largo de la ciudad de Cuenca y es uno de los cuatro ríos que la atraviesan.
El río nace al norte del Parque nacional Cajas de la laguna Machángaracocha en los páramos de las parroquias rurales Checa y Chiquintad del cantón Cuenca, y pasa por la parte norte de la ciudad.
El río se une al noreste de Cuenca con el río Tomebamba, cerca de la urbanización Valle de los ríos y se convierte en el río Cuenca, afluente del río Paute. El agua del Machángara luego de pasar por otros ríos llega hasta el río Amazonas y luego al océano Atlántico. 